# Mérano
Mérano (en Italien Merano, en allemand, Meran) est une ville italienne d'environ 40 000 habitants située dans la province autonome de Bolzano dans la région du Trentin-Haut-Adige dans le nord-est de l'Italie.
Mérano est surtout connue pour être la principale station thermale du Trentin-Haut-Adige, au nord de la plaine du Pô.

## Géographie

### Situation générale

Territoire communal de Merano au sein de la province.

Mérano est la deuxième ville de la province, après Bolzano. Elle est au cœur d'une large vallée qui forme un bassin, entouré de montagnes (culminant entre 1 500 m et 3 335 m), au débouché des val Passiria, val Venosta et val d'Ultimo. Elle est reliée à l'Autriche par la val Passiria, le col de Monte Giovo et le col du Brenner, au nord-est, et par la val Venosta et le col de Resia, vers le nord-ouest. La vallée de l'Adige — rivière qui traverse la ville —, au sud, ouvre la ville vers Bolzano, Trente et la plaine du Pô.

### Communes limitrophes et hameaux
Les communes limitrophes sont  Avelengo, Cermes, Lagundo, Lana, Marlengo, Postal, Scena, Tyrol et Verano.
Les principales frazioni de Mérano sont Maia Alta (Obermais), Maia Bassa (Untermais), Quarazze (Gratsch), Sinigo (Sinich) et Labers.

### Climat
Le climat adriatique et un air pur et sec ont permis à la ville d'attirer de nombreux scientifiques et artistes par le passé.
Selon la classification de Köppen, Mérano bénéficie d’un climat remarquablement sec et ensoleillé au vu de son encaissement dans les vallées. Le climatologue lui attribue le code Dfb ce qui équivaut à un climat continental humide, néanmoins relativement proche du rarissime climat subtropical humide (Cfa), présent à Bolzane.

## Histoire
La vallée du Mérano a été habitée depuis le IIIe millénaire av. J.-C., comme en témoigne la présence de menhirs et d'autres vestiges. L'histoire de la ville commence véritablement en 15 av. J.-C. quand les Romains occupèrent la vallée de l'Adige en y établissant une station routière, la Statio Maiensis.
Mérano a obtenu le statut de ville au XIIIe siècle. Ceci fut très important pour la région du Tyrol entre 1418 et 1848.
Après que le comté de Tyrol eut été remis à la famille des Habsbourg en 1363 par la comtesse Marguerite de Carinthie, Frédéric IV d'Autriche installa la cour à Innsbruck. De ce fait, Merano perdit de son influence et presque toute son importance économique en tant que nœud routier entre l'Allemagne et l'Italie. L'important Hôtel des Finances fut également transféré à Hall en 1477.

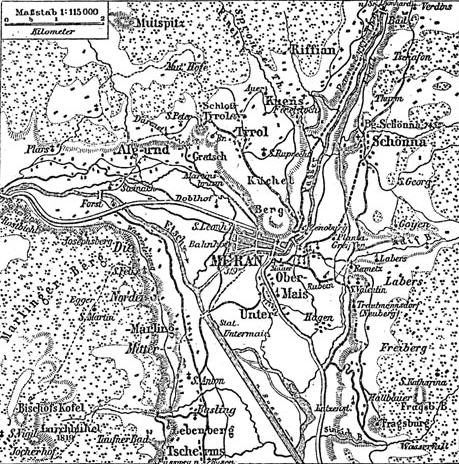
Carte de la région de Merano en 1888.

Lors de l'occupation française, l’aspiration à la liberté des habitants du Tyrol en 1809 attira de nouveau l’attention sur Mérano. Cette année-là, au mont de Mérano (Küchelberg) au-dessus de la ville, les Tyroliens remportèrent une victoire sur les troupes françaises et bavaroises. De 1814 à 1918, la ville de Mérano fait (à nouveau) partie de la monarchie autrichienne (empire d'Autriche), puis Autriche-Hongrie (Cisleithanie après le compromis de 1867), chef-lieu du district de même nom, l'un des vingt-et-un Bezirkshauptmannschaften dans la province du Tyrol.
Après la Première Guerre mondiale, Mérano devint italienne comme le reste du Sud-Tyrol. L'objectif du régime fasciste dans la région était d’assimiler les citoyens de langue allemande par l’afflux massif de ressortissants venant de toute l’Italie. Contrairement à ce qui se passa pour Bolzano, ce fut un échec en raison de négociations habiles des édiles locaux ayant à leur tête le maire Markart. Néanmoins, tous les noms toponymiques d’origine tyrolienne furent interdits et italianisés (même, des noms de famille ne furent plus utilisés jusqu’à la fin de la Seconde Guerre mondiale).

## Administration
| Période                                  | Période | Identité   | Étiquette         | Qualité |
| ---------------------------------------- | ------- | ---------- | ----------------- | ------- |
| 24 mai 2015                              | 2020    | Paul Rösch | Lista Rösch/Verdi |         |
| Les données manquantes sont à compléter. |         |            |                   |         |

### Jumelages
- Salzbourg (Autriche)

## Démographie
Habitants recensés

### Caractéristiques linguistiques
| Langue maternelle déclarée par les habitants (recensement 2011) | 50,27 % allemand |
| Langue maternelle déclarée par les habitants (recensement 2011) | 49,26 % italien  |
| Langue maternelle déclarée par les habitants (recensement 2011) | 0,47 % ladin     |

## Économie
L'économie de la ville est depuis plusieurs siècles basée sur le tourisme thermal, la ville étant l'une des principales stations thermales du Trentin-Haut-Adige fortement fréquentée par les Autrichiens et Allemands.

## Culture

### Architecture
- Abbaye de Marienberg
- Couvent de Meran

### Musée
Un musée du tourisme au Tyrol du Sud a été ouvert en 2003. Il suit l'évolution chronologique et les implications de celui-ci sur l'économie et la société locale. Ce musée et, avec un jardin botanique, accueilli dans le château Trauttmansdorff.

### Événement
En 1981, le championnat du monde d'échecs se joua entre Anatoli Karpov et Viktor Kortchnoï à Mérano. La première partie de la comédie musicale Chess évoque le championnat de Mérano. Par ailleurs, l'ouverture, « variante de Méran » de la défense semi-slave tient son nom d'une partie jouée en 1924 par Ernst Grünfeld et Akiba Rubinstein lors d'un tournoi organisé dans cette ville.

## Sports
- L’équipe de handball de Mérano, le SC Merano, est l’une des plus importantes en Italie, a gagné le championnat en 2005.
- L’équipe de hockey sur glace, le HC Merano,  a gagné 2 championnats nationaux mais joue en Serie A2, la seconde division.
- Le 4 juin 1994, la 14e étape du Giro 1994 s’est terminée à Mérano avec la victoire de Marco Pantani.
- De nombreuses courses hippiques se déroulent sur l'Hippodrome de Maia, notamment le Grand Prix de Mérano.
- Mérano possède un club de basket évoluant principalement en championnat régional.

## Personnalités liées à la commune

### Personnalités nées à Mérano
- Erich Wasmann (1859-1931), prêtre jésuite et entomologiste autrichien
- Leo Putz (1869-1940), peintre allemand
- Emmanuel d'Orléans (1872-1931), duc de Vendôme
- Adalbert von Neipperg (1890-1948), bénédictin allemand
- Silvius Magnago (1914-2010), juriste et homme politique italien ayant joué un rôle décisif dans l'acquisition par le Tyrol du Sud de son statut d'autonomie
- Franco D'Andrea (1941-), pianiste de jazz italien
- Norberto Oberburger (1960-), haltérophile italien, champion olympique et du monde
- Günther Steiner (1965-), manager italien de l'écurie Haas de Formule 1
- Armin Zöggeler (1974-), lugeur italien, champion olympique en 2002 et 2006, six fois champion du monde

### Autres personnalités liées à la commune

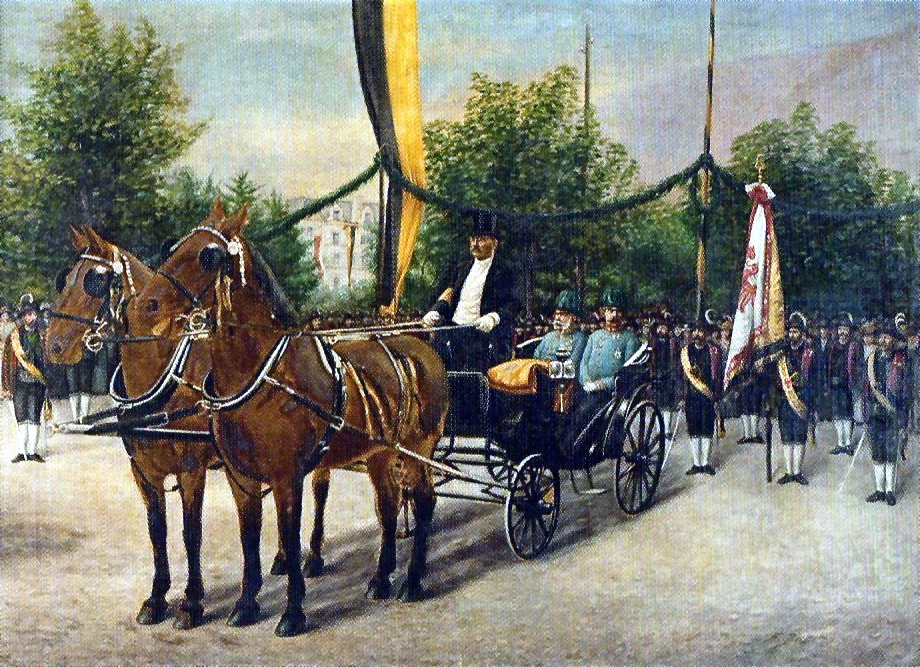
Arrivée de l'empereur François-Joseph Ier et de l'archiduc François-Ferdinand à Mérano, 1900. (Toile de Ferdinand Behrens.)

- Friedrich Wasmann (1805-1886), peintre allemand enterré à Mérano
- Ferdinand d'Orléans, duc d'Alençon (1844-1910)
- Sophie-Charlotte de Bavière, duchesse d'Alençon (1847-1897)
- Hilma Angered-Strandberg (1855-1927), femme de lettres suédoise
- Rudolf von Slatin (1857-1932), explorateur autrichien ayant habité à Mérano vers la fin de sa vie
- Ferdinand Behrens (de) (1862-1925), portraitiste et marchand d'art allemand enterré à Mérano
- Fritz von Herzmanovsky-Orlando (1877-1954), écrivain et dessinateur autrichien mort à Mérano au château Rametz
- Franz Kafka (1883-1924), écrivain tchèque ayant séjourné à Mérano plusieurs semaines pour raison de santé
- Salvatore Satta (1902-1975), juriste et écrivain italien ayant séjourné à Mérano pour raison de santé et ayant fait de ce séjour la matière d'un ouvrage intitulé la Véranda

## Transport
- Avion : des navettes relient Mérano aux aéroports de Milan, Bergame et Vérone.
- Train : Bolzane est à 30-40 min. De Bolzane il y a des trains rapides pour Vérone, Milan, Bologne et l'Autriche. Il existe aussi quelques trains touristiques dans le Tyrol du Sud.